# Los mejores años de Miss Brodie
Los mejores años de Miss Brodie es una película británica de género dramático de 1969, basada en la novela homónima de Muriel Spark. Está dirigida por Ronald Neame y protagonizada por Maggie Smith, quien interpreta a una profesora de un colegio de niñas en Edimburgo en los años 30.

## Adaptaciones

### Obra de teatro
La novela ha sido adaptada a una obra de teatro por Jay Presson Allen. Se estrenó en Londres en 1966 con Vanessa Redgrave y en Broadway en 1968 con Zoe Caldwell como el personaje principal, una actuación que le mereció un premio Tony. Esta producción fue un éxito moderado, la cual estuvo en marcha durante menos de un año, pero que ha sido una obra muy popular desde entonces, y ha sido en ocasiones escenificada por tanto compañías profesionales como amateurs.
La obra aparece en el libro de William Goldman The Season: A Candid Look at Broadway.

### Película
Jay Presson Allen adaptó su obra a una película, la cual fue dirigida por Ronald Neame. Maggie Smith ganó el Oscar a Mejor Actriz por su actuación. La interpretación de Pamela Franklin como Sandy también le otorgó el premio National Board of Review a Mejor Actriz Secundaria. La película entró en el Festival de Cannes de 1969. Rod McKuen fue nominado al Oscar a Mejor Canción por “Jean”, pero perdió a favor de la canción de Burt Bacharach y Hal David: Raindrops Keep Fallin’ on My Head, también parte de otra producción de 20th Century Fox: Dos hombres y un destino. “Jean” se convirtió en un gran éxito para el cantante Oliver en el otoño de 1969.

## Argumento
Jean Brodie (Maggie Smith) es una profesora del colegio para niñas Marcia Blaine en Edimburgo, Escocia, en los años 30. Brodie es conocida por su tendencia a desviarse del plan de estudios de la escuela con sus ideas poco convenciales, por romantizar a líderes fascistas como Benito Mussolini y Francisco Franco, y por creer que ella misma está en la flor de la vida. Brodie dedica su tiempo y energía a cuatro chicas de 12 años de edad, a las que llaman "las chicas Brodie": Sandy (Pamela Franklin), Monica (Shirley Steedman), Jenny (Diane Grayson) y Mary (Jane Carr).
El grupo a veces va a museos de arte, teatros, conciertos y hace picnics en el césped de la escuela, entre otras cosas, lo que más bien molesta a la austera directora de la escuela, Emmeline Mackay (Celia Johnson), a quien le desagrada el hecho de que las chicas se cultiven al margen de la enseñanza típica de la escuela. Emmeline parece tener un resentimiento hacia Brodie, quien desempeñó su cargo en Marcia Blaine durante seis años antes de que Mackay fuera nombrada directora. Brodie asegura a sus chicas que la única manera de que ella misma deje de enseñar es si es asesinada.
Además de trabajar con las chicas, Jean llama la atención del maestro de música y coro de la iglesia Gordon Lowther (Gordon Jackson), con quien ella y las chicas pasan mucho tiempo en su casa en Cramond, un pueblo costero a las afueras de Edimburgo. Brodie a veces pasa la noche con Lowther, aunque lo trata de ocultar a las chicas. Lowther quiere casarse, pero Brodie no hace nada por ello. Todavía tiene sentimientos por su examante casado, Teddy Lloyd (Robert Stephens), quien es profesor de arte en la escuela.
También trabajan con Brodie la señorita Campbell (Margo Cunningham), la profesora de educación física; la señorita Ellen (Helena Gloag) y la señorita Allison Kerr (Molly Weir), dos hermanas que sirven en la escuela como profesoras de costura; la señorita McKenzie (Isla Cameron), la estricta bibliotecaria; y la señorita Gaunt (Ann Way), la secretaria de la directora (todos un tanto contrarios a sus métodos de enseñanza poco ortodoxos y a su influencia sobre las chicas). El hermano de la señorita Gaunt, un diácono en la iglesia de Lowther, le pide su renuncia como organista de la iglesia debido a su relación con Brodie.
Durante varios años, Brodie se eleva a su ápice, pero luego cae estrepitosamente, ya que la señorita Mackay y la mayoría de los otros profesores y personal de la conservadora escuela no quieren que continúe enseñando allí. Durante su caída, Brodie pierde a Lowther, quien se compromete con la señorita Lockhart (Rona Anderson), una profesora de química de la escuela, y una de las pocas profesoras de Marcia Blaine que tienden a ser más comprensivas con Brodie como persona y en respecto a su método de enseñanza.
A medida que las chicas Brodie crecen y pasan a cursos superiores, Brodie comienza a atraer a un nuevo grupo de estudiantes de primer año, en particular a Clara, quien le recuerda a Jenny. Mientras Mary, Monica y Jenny se hacen más amigas, Sandy se aleja un poco del grupo, aunque sigue formando parte de él. Brodie intenta que Jenny y el señor Lloyd tengan una aventura amorosa y Sandy los espía para ella. Sin embargo, es en realidad Sandy (quien está resentida por la constante alabanza de Brodie a la belleza de Jenny) quien tiene una aventura con el señor Lloyd. Sandy termina la aventura debido a la abrumada obsesión del señor Lloyd con Brodie.
Mary, influenciada por Brodie, se dirige a España para unirse a su hermano, quien cree que lucha por Franco. Sin embargo, ella muere cuando su tren es atacado poco después de cruzar la frontera. Este suceso sirve como la gota que colma el vaso para Sandy, quien traiciona los esfuerzos de Brodie por imponer su política a sus estudiantes ante la junta de gobernadores de la escuela. Estos deciden finalmente poner fin al empleo de Brodie.
Sandy se enfrenta a Brodie por sus crímenes, especialmente por su manipulación a Mary, por su papel en su muerte sin sentido (por la cual Brodie no se disculpa) y por la influencia dañina que ejerció sobre otras chicas. Brodie, por su parte, hace algunos comentarios duros, pero astutos, sobre el carácter de Sandy, particularmente sobre su habilidad para juzgar y destruir fríamente a los demás. Sandy replica que Brodie confesó ser una admiradora de los conquistadores y sale del salón con Brodie siguiéndola hasta el rellano y gritando “¡Asesina!” a Sandy.
Después del confrontamiento, Sandy, Monica y Jenny se gradúan junto a las otras chicas. A pesar de saber que había traicionado a Brodie por Mackay y la junta de gobernadores, Sandy lo hizo por su preocupación a que otras chicas pudieran haber sido el blanco de Brodie y, quizá, por su resentimiento personal por la preferencia de Brodie hacia Jenny, y por la obsesión de Teddy Lloyd con Brodie.
Cuando Sandy abandona la escuela por última vez, con el rostro surcado por lágrimas de ira y amargura, Brodie (en voz en off) declara su lema: “Muchachitas, me dedico a poner viejas cabezas sobre hombros jóvenes, y todas mis alumnas son la crème de la crème. Dadme a una chica a una edad influenciable y será mía de por vida”.

## Reparto
- Maggie Smith es Jean Brodie.
- Robert Stephens es Teddy Lloyd.
- Pamela Franklin es Sandy.
- Gordon Jackson es Gordon Lowther.
- Celia Johnson es Miss Mackay.
- Diane Grayson es Jenny.
- Jane Carr es Mary McGregor.
- Shirley Steedman es Monica McLaren.
- Lavinia Lang es Emily Carstairs.
- Antoinette Biggerstaff es Helen McPhee.
- Margo Cunningham es Miss McKenzie.
- Rona Anderson es Miss Lockhart.
- Ann Way es Miss Gaunt.
- Molly Weir es Miss Allison Kerr.
- Helena Gloag es Miss Ellen Kerr.
- Heather Seymour es Clara.

En el reparto había dos parejas casadas: Maggie Smith con Robert Stephens y Gordon Jackson con Rona Anderson.

## Relación de la novela y la obra de teatro
Existe una compleja relación entre la novela, la obra de teatro y la película.
A pesar de que Allen logró realizar una obra exitosa de la que quizá no haya sido la novela más fácil de adaptar, algunos han cuestionado si se trata de una adaptación fiel. Un trabajo experimental se convirtió en uno realista, y se eliminaron algunos problemas teológicos, convirtiéndola en una historia de amor fallido (y posiblemente también de política fascista fallida).
La obra de teatro redujo el número de chicas en "el grupo de Brodie" de seis a cuatro (y descartó a otra chica que no estaba en ese grupo) y algunas de ellas son mezclas de las chicas de la novela. Mary es una mezcla de la Mary original y Joyce Emily; aunque principalmente basada en la Mary original, en la novela fue Joyce Emily quien murió en la guerra civil española (en cambio, Mary muere en un incendio) y este incidente se recrea más en la obra de teatro que en la novela. Jenny es una mezcla de la Jenny original y de Rose; a pesar de su nombre, ella tiene más en común con Rose, ya que en la novela fue a ella a quien Brodie intentó manipular para que tuviese una aventura con el señor Lloyd.
La novela hizo un uso amplio del flashforward. La obra abandonó este recurso en gran parte, aunque incluyó algunas escenas que muestran a Sandy como una monja en su vida posterior. La película también hizo algunos cambios con respecto a la obra de teatro. El mayor cambio fue descartar estas escenas, lo que hizo que fuera una narrativa completamente lineal.

## Recepción
Tras su lanzamiento inicial, la película recibió comentarios positivos de las críticas. Rotten Tomatoes informa que el 88% de 16 críticas han otorgado a la película una opinión positiva, con una calificación promedio de 7 sobre 10. Según IMDb, a partir de enero de 2015, la película tiene una calificación de 7.8 sobre 10 basada en 5.662 votos de usuarios.
Maggie Smith destacó por su actuación en la película. Dave Kehr, de Chicago Reader, dijo que Smith está "en una de esas actuaciones emocionalmente distantes y técnicamente deslumbrantes en las que los británicos son tan buenos".
La película fue lanzada en DVD en el Reino Unido por Acorn Media en julio de 2010.

## Premios
- Ganadora Premio Oscar a Mejor Actriz (Maggie Smith)
- Nominada Premio Oscar a Mejor Canción (Jean por Rod McKuen)
- Ganadora Globo de Oro a Mejor Canción (Rod McKuen)
- Nominada Globo de Oro a Mejor Película (James Cresson, Robert Fryer)
- Nominada Globo de Oro a Mejor Actriz (Maggie Smith)
- Ganadora BAFTA a Mejor Actriz (Maggie Smith)
- Ganadora BAFTA a Mejor Actriz Secundaria (Celia Johnson)
- Nominada BAFTA a Mejor Actriz Secundaria (Pamela Franklin)
- Nominada Festival de Cannes a Palma d'Or (Ronald Neame)
- Ganadora National Board of Review a Mejor Actriz Secundaria (Pamela Franklin)
- Seleccionada Top Mejores 10 Películas del Año por National Board of Review
- Nominada National Society Film Critics a Mejor Actriz (Maggie Smith)
- Nominada National Society Film Critis a Mejor Actriz Secundaria (Celia Johnson)
- Nominada Writers Guild of America a Mejor Guion Adaptado (Jay Presson Allen)

## Versión de televisión de 1978
Los mejores años de Miss Brodie fue adaptada por la televisión escocesa a una serie de televisión de siete episodios en 1978 con Geraldine McEwan como el personaje principal. En lugar de recapitular la trama de la novela, la serie siguió episodios en la vida de los personajes, como el conflicto entre Jean Brodie y el padre de un estudiante refugiado italiano, que huyó de la Italia de Mussolini porque el padre fue perseguido como periodista que se opuso al fascismo. Consistió en siete episodios de 60 minutos. Ha sido lanzado en DVD en la Región 1 y 2.